# قصر ابن ثلاب
قصر ابن ثلاب هو قصرٌ تاريخيٌّ يقع في البلدة التراثية بالغيل التابعة لمحافظة الأفلاج في المملكة العربية السعودية و تبعد عنها قرابة 35 كم.

## تاريخ
يعتبر قصر الشيخ حمد بن ثلاب آل جلال القباني الشماسي من قبيلة سبيع أمير القبابنة و الغيل بالأفلاج أحد المعالم التاريخية القديمة في محافظة الأفلاج عامة وفي بلدة الغيل خاصة، نظراً لما يحتويه من معالم وعناصر تراثية ، وقد ذكر المستشرق والمؤرخ البريطاني جون فيلبي في كتابه قلب الجزيرة العربية.

## البناء
يحتوي القصر على مقصورة بقاعدة مربعة الشكل، ترتفع إلى ستة أمتار وتأخذ الشكل الهرمي حيث تتسع في قاعدتها وتضيق تدريجياً كلما زاد الارتفاع فتعطي شكل يوضح القوة والثبات، ويحتوي البرج في واجهاته أشكالاً هندسية وحليات وفتحات مثلثة ومزاغيل دائرية كانت تستخدم لرصد الأعداء والرمي، ويتوسط القصر فناء داخلي تحيط به الغرف التي تتكون من دور واحد يتقدمها رواق محمول على أعمدة اسطوانية الشكل، وتوجد بئر قديمة كانت تغذي القصر والبيوت المجاورة بالماء، ويضم القصر مكاناً لحفظ التمور والذي يسمى الجصة، وبجوار هذا القصر كان هنالك ميداناً كبيراً وواسعاً يسمى المناخ ينزل فيه أهل البادية في ذلك الوقت.
استخدم في البناء المواد التقلدية من المحيط الطبيعي في تشييده، فقد أستخدمن الطين بشكل أساسي في بناء الجدران على قواعد من الحجر مع طبقة لياسة من الطين والجص، كما تم استخدام في بناء السقف جذوع الأشجار من الاثل عليه طبقة من اغصان الأشجار وعسيب النخيل، ويصب فوقها طبقة من الطين لعزل مياه الأمطار، وتما الأبواب والنوافذ في القصر بسمكها وهي مصنوعة من جذوع الأشجار من الاثل والنخيل

### أهم مكونات القصر
- أساسات من الحجر.
- الحوائط مبنية في صورة مداميك من الحجر والطين
- الأسقف الخشبية مصنوعة من الأثل المغطى بسعف النخيل وطبقة من خليط الطين والتبن.
- المباني مغطاة بطبقة من اللياسة الخارجية خليط من الطين والتبن.
- القصر يحتوي على غرف بارتفاع 3 متر تقريباً تطل على الحوش
- يوجد في القصر برج مراقبة يبلغ اترفاعه سبع أمتار تقريبا
- القصر حالياً غير مستخدم.
- يوجد في داخل القصر (جصة) لتخزين التمور.